# Jumpworld
Jumpworld è un album della cantante jazz Cassandra Wilson registrato tra luglio e agosto del 1989 e pubblicato nel 1990.

## Tracce
1. Woman on the Edge – 04:59 (Cassandra Wilson)
2. Domination Switch – 6:16 (Steve Coleman, Wilson)
3. Phase Jump – 1:37 (Coleman, Wilson)
4. Lies – 3:44 (Cassandra Wilson)
5. Grand System Masters – 04:34 (Graham Haynes)
6. Jump World 04:36  (Cassandra Wilson, Kirth Atkins, Steve Coleman, James Moore)
7. Love Phases Dimensions – 05:24 (Kevin Bruce Harris, Rod Williams, Wilson)
8. Whirlwind Soldier –  04:48 (Wilson)
9. Warm Spot – 6:21 (Kevin Bruce Harris, Mark Johnson, Williams, Wilson)
10. Dancing in Dream Time – 3:49 (David Gilmore, Cassandra Wilson)
11. Rock This Calling – 3:38 (Steve Coleman, Cassandra Wilson)

## Formazione
- Cassandra Wilson – voce
- David Gilmore – chitarra
- Rod Williams – piano, tastiere
- Kevin Bruce Harris  – basso
- Mark Johnson – percussioni
- Lonnie Plaxico – basso acustico
- Gary Thomas – sassofono tenore
- Steve Coleman – sassofono alto
- Greg Osby – sassofono alto
- Robin Eubanks – trombone
- Graham Haynes – tromba